# Ática Oriental
Ática Oriental (em grego: Ανατολικής Αττικής) é uma unidade regional da Grécia, localizada na região da Ática. É formada pela porção leste da região metropolitana da capital grega, bem como a zona rural ao leste da cidade.

## Administração
Foi criada a partir da reforma administrativa instituída pelo Plano Calícrates de 2011, contando com o mesmo território da antiga Prefeitura da Ática Oriental. É subdividida em 13 municípios; são eles (numerados conforme o mapa):
- Acharnes (2)
- Dionysos (4)
- Kropia (5)
- Lavreotiki (6)
- Maratona (7)
- Markopoulo Mesogaias (8)
- Oropo (13)
- Paiania (9)
- Pallini (1)
- Rafina-Pikermi (10)
- Saronikos (11)
- Spata-Artemida (12)
- Vari-Voula-Vouliagmeni (3)